# El rey se divierte

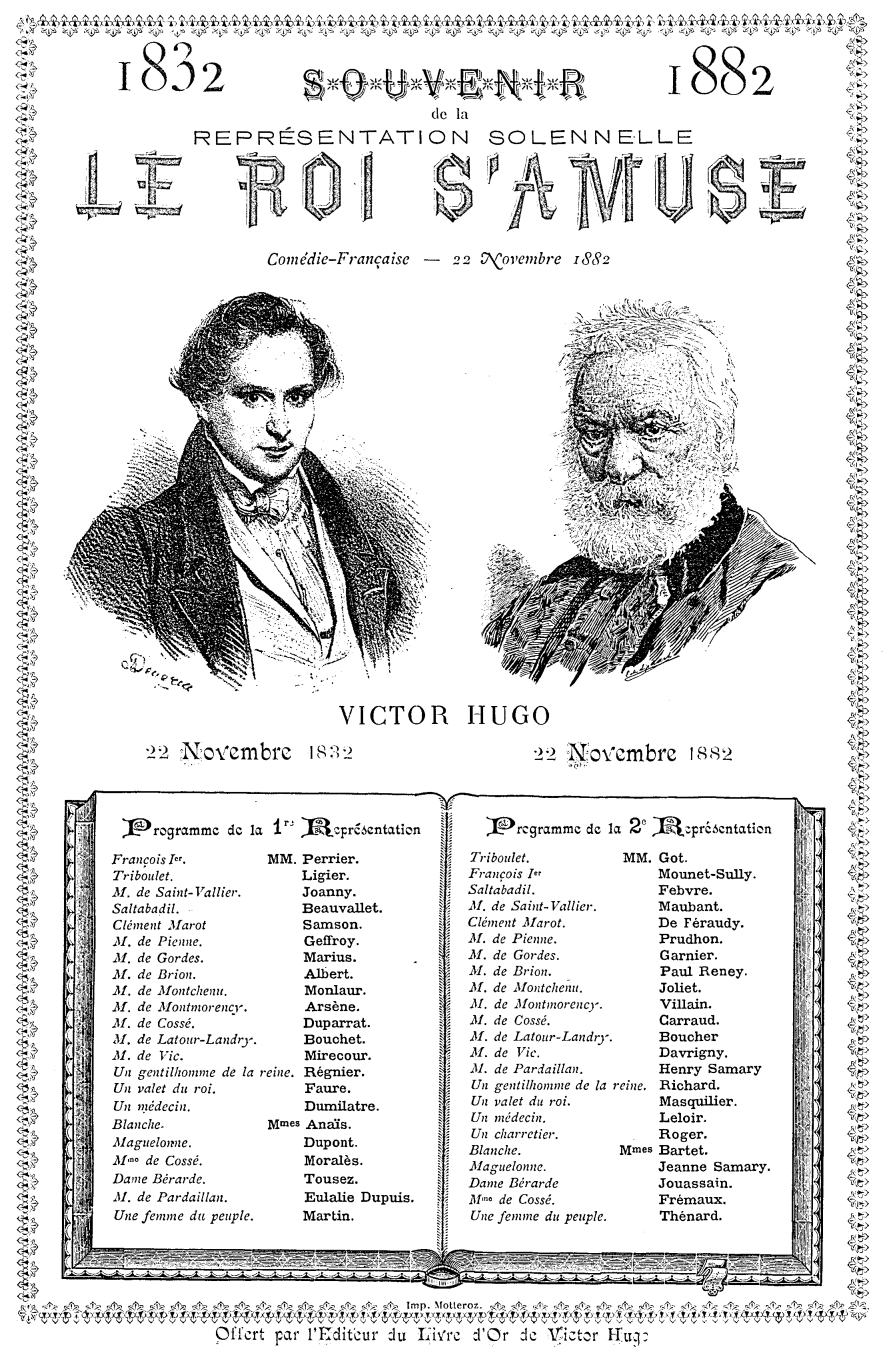
Primer aniversario de la producción de Le roi s'amuse en la Comédie-Française.

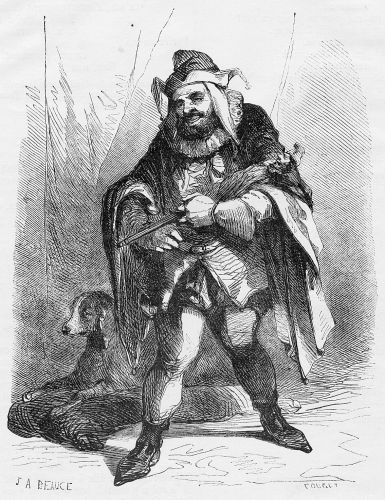
"Triboulet"; ilustración grabada para Le roi s'amuse por J. A. Beaucé y Georges Rouget.

El rey se divierte (Le roi s'amuse) es un drama romántico en cinco actos de Victor Hugo estrenado el 22 de noviembre de 1832 y prohibido al día siguiente por inmoralidad. Los protagonistas son el rey Francisco I y su bufón Triboulet, el cual existió realmente y fue famoso por sus agudezas.
La obra inspiró el argumento de la ópera Rigoletto (1851) de Giuseppe Verdi.

## Argumento
La acción tiene lugar en París, en un año indeterminado de la década de 1520. El primer acto se desarrolla durante una fiesta nocturna en el palacio del Louvre; el segundo en un callejón desierto y sin salida de Bussy; el tercero en la antecámara del rey en el Louvre, y el cuarto y quinto acto a orillas del río Sena, en el Château de la Tournelle.
La obra inicia con el rey Francisco I de Francia dando a conocer a sus cortesanos su nuevo objetivo amoroso: una doncella de clase media a quien avista de incógnito todos los domingos en la iglesia. Ninguno sabe que la joven es la hija de Triboulet, el bufón de la corte. El monarca es retratado como un libertino sin freno moral alguno que se acuesta con cualquier mujer de la que se encapricha, incluso esposas o hijas de sus nobles. Mientras que Triboulet, un bufón jorobado de lengua locuaz, cumple su función eficientemente, incitando al rey a la corrupción moral, señalando a sus nuevas víctimas y enfrentándolo a sus cortesanos. Éstos detestan a Triboulet, y mientras el rey intenta seducir a la señora de Cossé, comentan la existencia de una supuesta amante del bufón. Repentinamente, irrumpe en el palacio Jean de Poitiers, conde de Saint Valliers y antiguo noble rebelde. El conde reclama al monarca por haber deshonrado a su hija Diana de Poitiers como precio por su perdón, tras lo cual Triboulet alecciona al monarca para encerrar a Saint Valliers en la Bastilla. El acto finaliza con Saint Valliers echando una maldición sobre el rey y al bufón.
En el segundo acto, Triboulet deambula por las calles aturdido por haber sido maldecido, realizando un largo monólogo donde expone sus tormentos internos. Por su condición física y social, es un hombre despreciado por sus semejantes y sometido a numerosas vejaciones, sin embargo teniendo el deber de hacer reír al rey y a sus cortesanos. Su reflexión es interrumpida por la aparición de un hombre, Saltabadil, el cual se presenta como un sicario y le ofrece sus servicios. Triboulet rehúsa amablemente, no sin antes averiguar sus métodos y la forma de contactarlo en un futuro. Tras esto, llega a su casa donde lo esperan su hija Blanche y la dama Bérarde. La joven resulta ser la debilidad del bufón: la mantiene recluida y vigilada para alejarla de las inclemencias del mundo libertino que el tan bien conoce. Cuando el bufón se retira, Blanche le confiesa a Bérarde que es consciente de estar siendo observada por un joven todos los domingos, quien no es otro que Francisco I disfrazado. El rey mismo está presente en la escena, oculto a la vista de Blanche y pagando con oro a la dama por su complicidad. Finalmente se presenta a la joven como un pobre estudiante con un nombre falso, declarándose ambos un amor eterno. El encuentro es interrumpido por un grupo de hombres que se disponen a asaltar la casa de Triboulet. Son los cortesanos buscando vengarse del bufón por todas sus afrentas, al cual engañan para colaborar diciéndole que van a raptar a la señora de Cossé. Finalmente, Triboulet se percata de que la raptada es su hija Blanche, culpando de la desgracia a la maldición de Saint Valliers.
De nuevo en el palacio real, los cortesanos notifican a Francisco que raptaron a una hermosa joven, la amante de Triboulet. El rey se presenta a Blanche bajo su identidad real e intenta seducirla. Blanche se resiste e intenta escapar, pero se esconde sin saberlo en la recámara del rey, de la cual aquél tiene la llave, por lo que procede a encerrarse con ella para diversión de Marot. Triboulet llega a la corte e intenta averiguar el paradero de su hija, intentando vencer la complicidad de los cortesanos. Para cuando logra entrar a la recámara, Blanche se encuentra sola, despavorida y desgreñada tras haber sido violada por el rey. Mientras tanto, se escucha en la ventana a la procesión que lleva a Saint Valliers a la Bastilla. El condenado se lamenta ante la falta de justicia por las fechorías de Francisco. Triboulet susurra en lo bajo la promesa de venganza para Saint Valliers.
Pasado un mes de los hechos, el bufón acude con su hija a la posada de Saltabadil y su hermana Maddalena. En ese tiempo, Triboulet acordó con ambos la conspiración para guiar al rey a su posada y asesinarlo. Pese a haber sido engañada, raptada y ultrajada, Blanche cree que el rey la ama y pide clemencia a su padre por él, a lo que este responde haciéndola mirar por una hendidura de la pared. Allí, ambos ven cómo Francisco intenta seducir a Maddalena jurándole amor eterno para pasar la noche con ella, lo que hace a Blanche sentirse traicionada y deshonrada. Triboulet responde mandándola a Évreux, adonde él se le unirá tras haber consumado su venganza. Acuerda con Saltabadil una suma de veinte escudos de oro y la consumación del asesinato antes del amanecer. En ese intervalo, el rey decide pasar la noche en la posada. Una vez acostado, comienza una discusión entre los hermanos. Maddalena tomó aprecio por Francisco, e intenta convencer a su hermano de matar en vez a Triboulet para quedarse con su dinero, a lo que éste se niega. Saltabadil accede a perdonar al condenado si algún nuevo transeúnte ingresa a la posada antes de la medianoche, matándolo en su lugar. Toda la conversación es escuchada por Blanche, quien desobedeció a su padre y volvió a la posada vestida de hombre, guiada por el corazón y la desesperanza. Finalmente, decide golpear la puerta y dejarse matar por amor, para salvar a su amado.
En el quinto acto, Triboulet acude a un punto del Río Sena que conecta con la posada de Salatabadil, y recibe de sus manos un cuerpo envuelto en mantas. Tras pagar al sicario su recompensa y despedirlo, el bufón se vanagloria de su venganza cumplida. Estando a punto de tirar el cuerpo al río, escucha a Francisco retirarse de la posada al canto de «La mujer es mudable / cual pluma al viento / ¡ay del que en ella / fija su pensamiento!», versos que se ampliarán convirtiéndose en la famosa aria La donna è mobile de Rigoletto. Ante esta revelación, el bufón abre el bulto y conoce el destino fatal de su hija, la cual recobra el conocimiento para despedirse de su padre y rogar su perdón antes de expirar el último aliento. Triboulet vuelve a culpar a la maldición de Saint Valliers, y clama por ayuda al grito de "asesinos" y "fuego".  Cuando un cirujano que acude en su ayuda le comunica la muerte de su hija, cae desvanecido en el suelo, destruido por la pena.

## Prohibición
Al día siguiente de su estreno fue prohibida por una orden ministerial, pretextando inmoralidad (la causa subyacente era ser una pieza antimonárquica y plantear el tiranicidio apenas instaurado Luis Felipe de Orleáns). Es más, el propio consejo de ministros ratificó la orden y pidió que se destruyeran los carteles que la anunciaban. Hugo, al no poder estrenarla, la publicó con un prólogo indignado, ya que la Constitución de entonces aseguraba la libertad de expresión y prohibía expresamente la censura previa. Pero la prohibición causó un efecto Streisand y la obra fue leída con avidez, inspirando incluso a Edgar Allan Poe para la figura del bufón vengador de su relato Hop-Frog. Hugo entabló un pleito, pero lo perdió y la obra fue prohibida otros cincuenta años. 
En el prólogo Hugo denuncia que nadie alzara su voz en defensa de su obra y explica que el mundo del teatro estaba demasiado condicionado por las subvenciones públicas como para protestar contra el mismo poder que se las concede. Y explica así el carácter de Triboulet:
Triboulet odia al rey porque es rey; odia a los nobles porque son nobles, y odia a los hombres porque no todos tienen una joroba... Él corrompe al rey y lo maltrata, lo incita a la tiranía, la ignorancia y el vicio, lo arrastra a través de las familias de los caballeros, señala a una mujer para seducir, a una hermana a quien secuestrar, a una muchacha a quien deshonrar....

## Adaptaciones
La obra fue vertida al español en fecha tan temprana como 1838 (Barcelona: Manuel Saurí) sin nombre del traductor y en ese mismo año en Madrid: C. Piñuela, por el famoso dramaturgo español Ventura de la Vega para ser representada en el Teatro Español. En ese mismo siglo lo hizo también Cecilio Navarro (Barcelona, 1884) y Jacinto Labaila (Valencia, 1887). Fue llevada al cine al menos dos veces; la primera, Il re si diverte (1941) por el director y guionista Mario Bonnard; la segunda, por el director y guionista mexicano Fernando de Fuentes con el mismo título: El rey se divierte (1944).
La obra es la base del libretto de Francesco Maria Piave sobre el que Giuseppe Verdi compuso su Rigoletto, estrenado en el teatro La Fenice de Venecia el 11 de marzo de 1851.